# Pili Kaltzada
Pili Kaltzada (Donostia, Guipúscoa, 1970) és una escriptora en èuscar.

## Obra

### Poesia
- Ur-tximeletak (1999, Erein)